# Kenyu Sugimoto
Kenyu Sugimoto (n. 18 noiembrie 1992, Osaka, Japonia) este un fotbalist japonez.
În cariera sa, Sugimoto a evoluat la Cerezo Osaka, Tokyo Verdy și Kawasaki Frontale. Între 2017 și 2018, Sugimoto a jucat 8 meciuri pentru echipa națională a Japoniei.

## Statistici
| Japonia | Japonia | Japonia |
| An      | Meciuri | Goluri  |
| ------- | ------- | ------- |
| 2017    | 5       | 1       |
| 2018    | 3       | 0       |
| Total   | 8       | 1       |